# Saucedilla
Saucedilla is een gemeente in de Spaanse provincie Cáceres en in de regio Extremadura. Saucedilla heeft 890 inwoners (1 januari 2016).

## Aangrenzende gemeenten
Saucedilla heeft een oppervlakte van 60 km² en grenst aan de gemeenten Almaraz, Belvís de Monroy, Casatejada, Millanes, Navalmoral de la Mata, Romangordo, Serrejón en Toril.

## Demografische ontwikkeling
Bron: INE, 1857-2011: volkstellingen

## Galerij

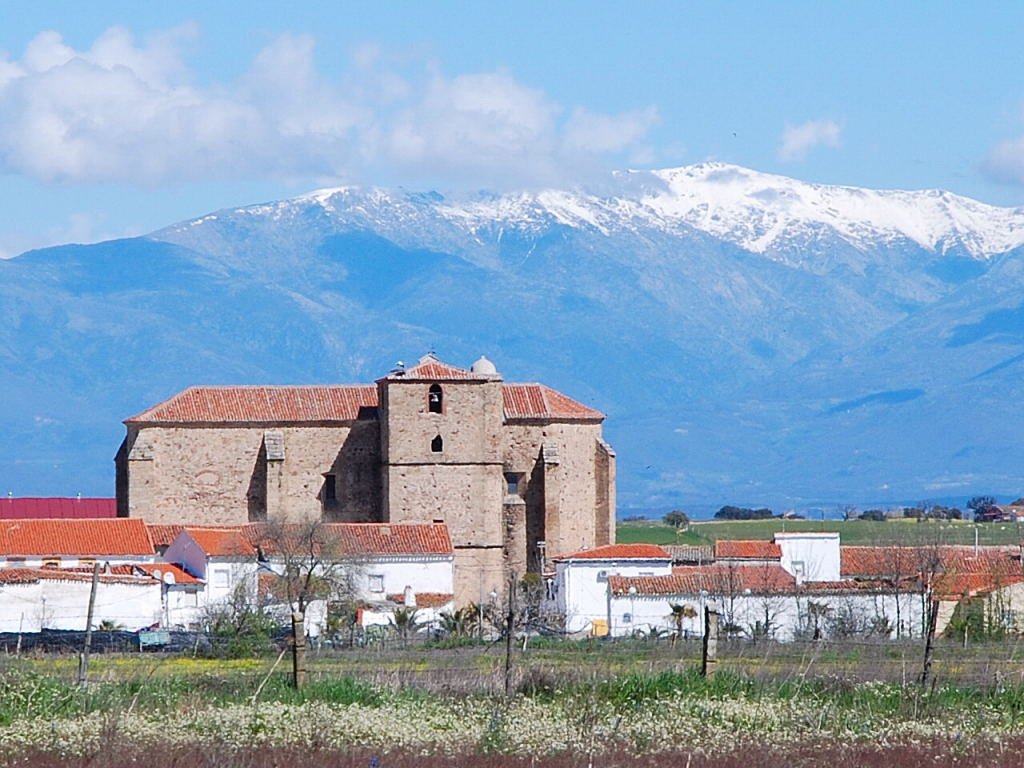
Kerk van Saucedilla
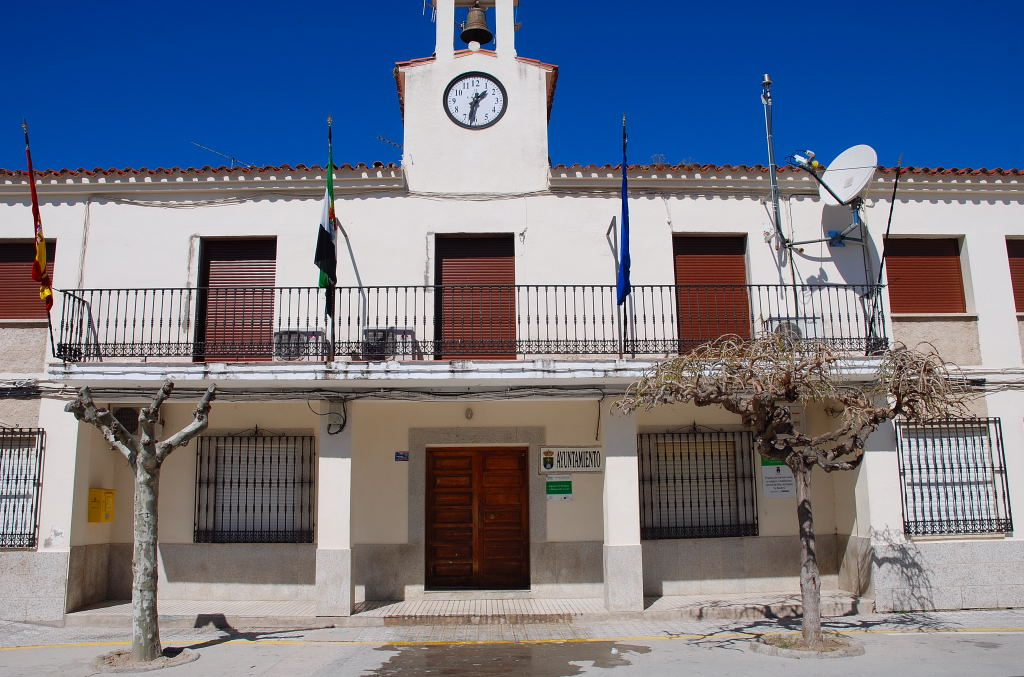
Gemeentegebouw van Saucedilla